# Roger MacBride Allen
Roger MacBride Allen (Bridgeport, Connecticut, 26 de septiembre de 1957) es un autor de ciencia ficción estadounidense. Creció en Washington D. C. donde se graduó en la Universidad de Boston en 1979. Su padre es el historiador y escritor estadounidense Thomas B. Allen.

## Lista de libros y series

### Aliados y los extranjeros
- La Antorcha de Honor (1985)
- Rogue Poderes (1986)
- Aliados y los extranjeros (1995) recoge La Antorcha de Honor y Rogue Poderes pulgadas.

### Tierra Encantada
- El Anillo de Caronte (1990)
- La Esfera Shattered (1994)
- The World Falling (TBA)

### Calibán
Trilogía de Calibán, serie del Robot Calibán o Segunda Trilogía de los Robots (Isaac Asimov's Caliban):
1. Calibán, o Caliban: El nuevo robot de Isaac Asimov (Isaac Asimov's Caliban) (1993)
2. Infierno, o Inferno (Isaac Asimov's Inferno) (1994)
3. Utopía (Isaac Asimov's Utopia) (1996)

### Chronicles of Solace
- Las profundidades del tiempo (2000)
- El océano de los años (2002)
- The Shores of Tomorrow (2003)

### BSI Starside
- BSI Starside: La Causa de la Muerte (2006)
- BSI Starside: Sentencia de muerte (2007)
- BSI Starside: Preguntas de Final (2008)